# Anton Leader
Anton Morris Leader (* 23. Dezember 1913 in Boston; † 1. Juli 1988 in Los Angeles) war ein US-amerikanischer Filmregisseur und Filmproduzent.

## Werdegang
Der 1913 in Boston geborene Anton Leader produzierte zwischen 1948 und 1950 die CBS-Radio Show "Suspense" und führte zwischen 1946 und 1947 Regie an Murder at Midnight, einem Radiokrimi. Seit 1952 arbeitete Leader auch als Regisseur an zahlreichen Fernsehserien, darunter Folgen für populäre Serien wie Perry Mason, The Twilight Zone oder Raumschiff Enterprise. 1964 entstand unter seiner Regie der Horror-Klassiker Die Kinder der Verdammten mit Alan Badel.

## Filmografie (Auswahl)

### Kino
- 1964: Die Kinder der Verdammten (Children of the Damned)

### Fernsehen
- 1958: Perry Mason (3 Folgen)
- 1960, 1961: The Twilight Zone (2 Folgen)
- 1968: Raumschiff Enterprise (1 Folge)